# ヴァル・レッツォ
ヴァル・レッツォ（伊: Val Rezzo）は、イタリア共和国ロンバルディア州コモ県にある、人口約200人の基礎自治体（コムーネ）。

## 地理

### 位置・広がり
コモ県北西部のコムーネ。ルガーノ湖畔のポルレッツァから北北西へ4km、ルガーノから東北東へ14km、県都コモから北へ29kmの距離にある。

#### 隣接コムーネ
隣接するコムーネは以下の通り。CH-TIは、スイス・ティチーノ州所属。
- カルラッツォ
- カヴァルニャ
- コッリド
- Lugano (CH-TI)
- ポルレッツァ
- サン・ナッザーロ・ヴァル・カヴァルニャ
- ヴァルソルダ

### 地震分類
イタリアの地震リスク階級 (it) では、4 に分類される
。

## 行政

### 山岳部共同体
広域行政組織である山岳部共同体「ヴァッリ・デル・ラーリオ・エ・デル・チェレージオ山岳部共同体」 (it:Comunità montana Valli del Lario e del Ceresio) （事務所所在地: グラヴェドーナ・エドゥニーティ）を構成するコムーネの一つである。